# Bevoay
Bevoay is een plaats en commune in het zuiden van Madagaskar, behorend tot het district Tôlanaro, dat gelegen is in de regio Anosy. Tijdens een volkstelling in 2001 telde de plaats ongeveer 15.000 inwoners.
De plaats biedt enkel lager onderwijs aan. 68,5% is landbouwer en 30% houdt zich bezig met veeteelt. Met name wordt er rijst verbouwd, maar koffie, lychee en cassave komen ook voor. 0,5 % van de bevolking is werkzaam in de dienstensector en ten slotte werkt 1% in de visserij.